# Зенон Мазуркевич

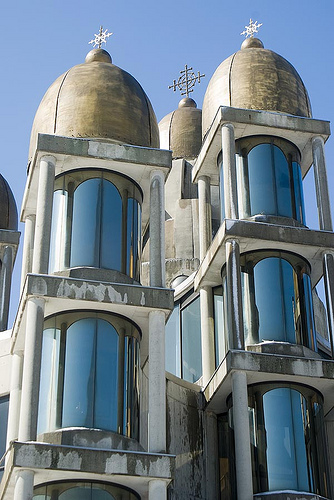
Українська Католицька Церква Святого Йосифа Обручника за проектом Зенона Мазуркевича.

Зенон Мазуркевич (31 серпня 1939 — 26 жовтня 2018) — українсько-американський архітектор, відомий своєю церковною архітектурою, зокрема Українською Католицькою Церквою Святого Йосифа Обручника.

## Молодість і освіта
Народився у місті Рожнятів Івано-Франківської області України. Разом з батьками емігрував до Німеччини, а потім до Канади. В 1966 році закінчив університет Торонто за спеціальністю архітектура. Отримав ступінь магістра архітектури та містобудування в Університеті Пенсільванії, Вищій школі образотворчих мистецтв у 1972 році.

## Кар'єра
На початку своєї кар'єри Мазуркевич працював у Людвіга Міс ван дер Рое, а також у архітектурній фірмі «Skidmore Owings та Merrill», де брав участь у проектуванні 100-поверхового центру Джона Хенкока в Чикаго, штат Іллінойс. В 1974 році створив власну компанію «Zen Architects» у Філадельфії, штат Пенсільванія, проектував торгівельні та індустріальні об'єкти, житлові будинки, готелі, сакральні споруди.
Його найвидатніша архітектурна праця — Українська Католицька Церква Святого Йосифа Обручника в Чикаго, штат Іллінойс. Три чверті зовнішнього вигляду церкви складаються з криволінійних вікон. Це був один з найбільших проектів з гнутого скла в країні на той час. Коли його будували, місцева преса коментувала, що його футуристичний дизайн виглядає «як продукт космічного зіткнення між Росією 12 століття та Марсом 21 століття». Архітектурні експерти називали церкву однією з найгарніших будівель Чикаго та однією з найкрасивіших церков Америки. Будівля має 13 золотих бань, та входить до десятки найунікальніших церков світу[джерело?]. Також він автор дописів на мистецькі теми у газетах «Свобода», «Америка», доповідей про специфічність української сакральної архітектури.
Інші проєкти Мазуркевича включали Українську Католицьку Церкву Святого Михаїла Архангела в Балтиморі, штат Меріленд, яку він оформив у стилі козацького бароко, Молитовну кімнату в Академії Святого Василія у Фокс-Чейзі, штат Пенсільванія, монастир Ордена Василія Блаженного в Глен-Коув, Нью-Йорк, ремонт Українського католицького собору Святого Миколая в Чикаго, штат Іллінойс, а також авангардний дизайн собору Преображення Господнього в Коломиї, Україна.

## Особисте життя
«Архітектура має величезний вплив на життя людей», — сказав колись пан Мазуркевич. «Це в основному культурне висловлювання, яке вказує нам, де ми знаходимося в певний час. А мета будь-якого мистецтва — збагатити життя людей. В архітектурі ви це робите, висловлюючи емоції та роблячи щось красиве, а не просто функціональне»[джерело?].
26 жовтня 2018 року помер в Університетській лікарні імені Томаса Джефферсона у Філадельфії, в оточенні родини. Йому було 79.
У пана Мазуркевича залишилася дружина, правозахисниця та ресторатор Улана Балух Мазуркевич; старший син Марко з дружиною Еммелін (Ехон), онуками Лукою та Мілою; і молодший син Доріан з дружиною Христиною (Савікі). Його передувала його сестра Христина Бардин, у якої залишився чоловік Ігор та їхні діти. Українська Католицька Церква Святого Йосифа Обручника заснувала фонд пам'яті Зенона Мазуркевича для завершення та встановлення великої релігійної мозаїки покійного художника Марко Зубара, яка була розроблена для церкви, але ніколи не встановлена.

## Галерея

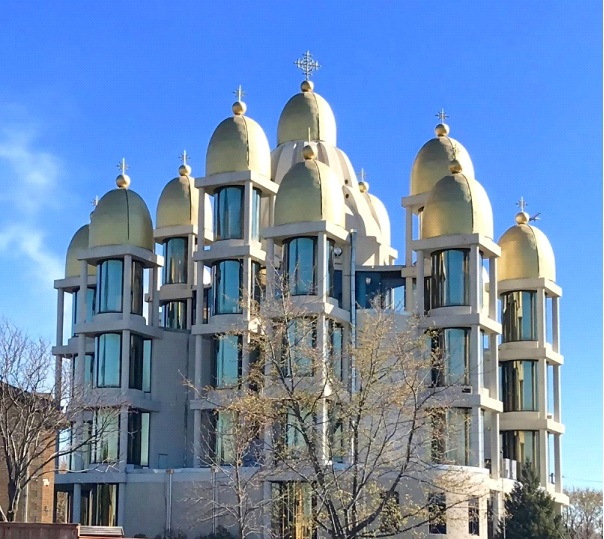
Українська Католицька Церква Святого Йосифа Обручника (Чикаго, США)
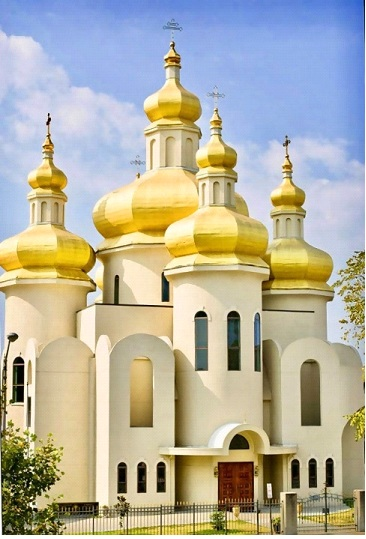
Українська Католицька Церква Святого Михаїла Архангела (Балтимор, США)
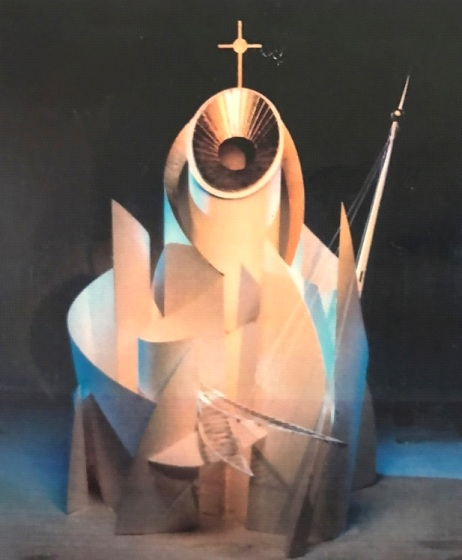
Дизайн собору Преображення Господнього (Коломия, Україна)